# Maître de Pont-à-Mousson
Le Maître de Pont-à-Mousson est un sculpteur méconnu et anonyme du tout début du XVe siècle qui œuvra notamment en Lorraine. Outre son œuvre principale, une mise au tombeau située dans l'église Saint-Martin de Pont-à-Mousson, deux autres statues originaires de Lorraine lui sont également attribuées, l'une au musée du Louvre, l'autre au Musée lorrain de Nancy.

## Principales œuvres
L'œuvre principale du Maître de Pont-à-Mousson, est une vaste mise au tombeau ou sépulcre situé dans l'église Saint-Martin de Pont-à-Mousson.
La richesse et la qualité exceptionnelle de cet ensemble monumental auraient une fondation prestigieuse issue de l'une de ces trois hypothèses :
- le sépulcre aurait été élevé par le souhait de Robert Ier de Bar (†1409), hypothèse la plus probable actuellement.
- le sépulcre aurait été élevé en mémoire des membres de la famille de Bar disparus lors de la bataille d'Azincourt (1415).
- la denrière hypothèse étant un mécénat de Baldemar-Johannis de Biebelnheim, maître des Antonistes entre 1415 et 1430. 

### La mise au tombeau dePont-à-Mousson
Cette sculpture imposante, probablement du premier quart du XVe siècle, comprend un total de treize personnages autour du tombeau du Christ :
- Joseph d'Arimathie et Nicodème déposant le Christ posé sur son suaire, les trois saintes femmes qui sont Marie de Magdala, Marie-Salomé et Marie Jacobé qui ont participé à l'embaumement du corps, saint Jean soutenant la Vierge Marie et constituent les huit personnages considérés indispensables à une mise au tombeau.
- Deux anges, de part et d'autre des personnages bibliques, qui portent les instruments de la Passion dont la Croix
- Trois gardes assoupis au pied du tombeau.
- Huit angelots suspendus à la voûte et créant une mise en scène réellement unique.

La qualité de la sculpture évoque des influences flamandes, peut-être champenoises, mais révèlent un sculpteur au fait des divers ateliers en Lorraine et provinces alentour.
Le nombre important de personnages et la qualité de la sculpture semblent avoir influencé la plupart des mises au tombeau ultérieures réalisées en Lorraine et Champagne et donc indirectement en France.
C'est certainement la plus ancienne représentation de ce type en France.
De nombreuses mises au tombeau en Lorraine ont également repris la représentation des anges portant les instruments de la Passion.
De manière peu courante, la tête du Christ est à droite, et la Vierge se penche vers son visage (ce mouvement de la Vierge aurait pu inspirer Ligier Richier dans son extraordinaire dynamique pour son célèbre sépulcre de Saint-Mihiel) où il reprit également la disposition du Christ avec la tête inclinée disposée vers la droite du groupe.

### Autres œuvres

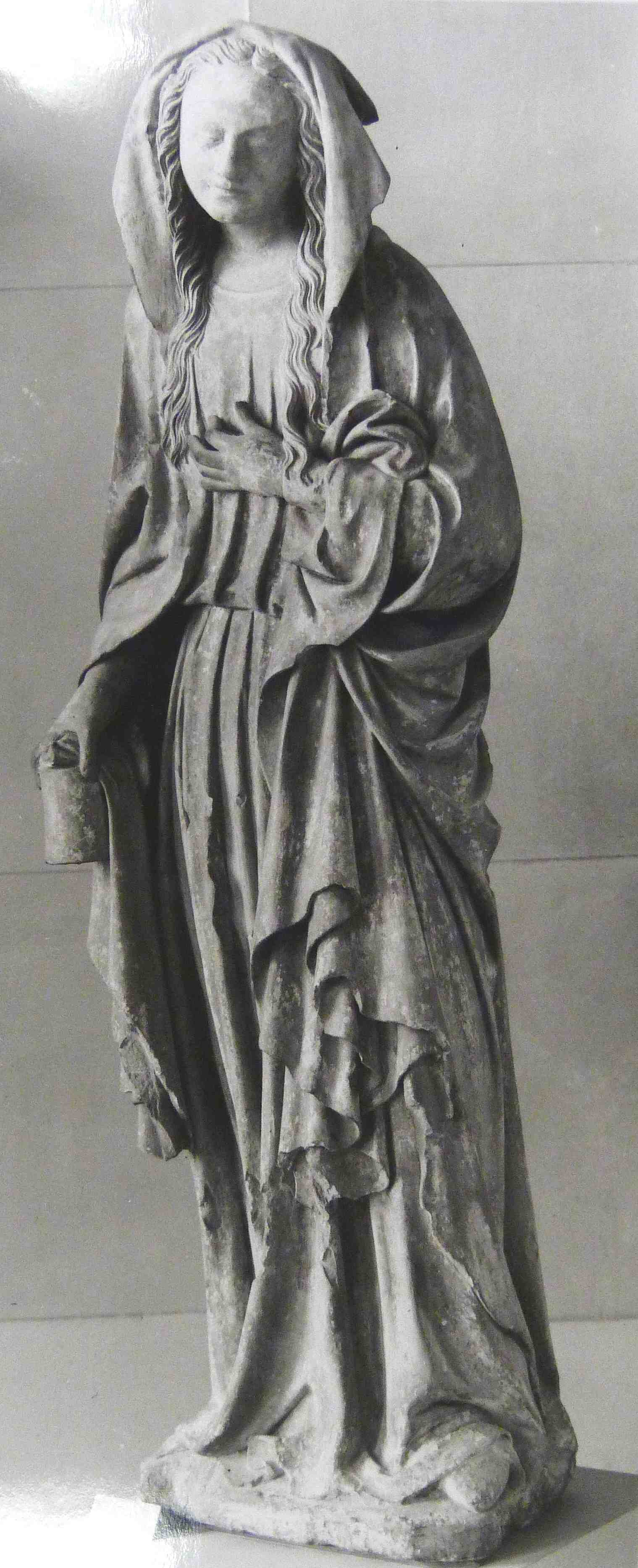
Madeleine d'Ancemont 1er tier du XVe siècle

Les attributions ont été faites principalement pour des raisons stylistiques, la qualité de ses œuvres tranchant avec celle de la statuaire germanique ou champenoise :
- Sainte-Madeleine d'Ancemont (Meuse), actuellement au musée du Louvre.
- Vierge de Vézelise, au Musée Lorrain de Nancy.